# Kara Hülegü
Khara Hülegü (Mongol cyrillique : Хара Хүлэгү), Qara-Hulägu, également translittéré : Kara Hulegu, règne sur le khanat de Djaghataï de 1242 à 1246, puis brièvement en 1252, année de sa mort.

## Biographie
Kara Hülegü est le fils de Mutukan (ou Mütügen), fils aîné de Djaghataï, le deuxième fils de Gengis Khan. Son père étant mort au siège de Bâmiyân en 1221, il devient l'héritier de son grand-père et lui succède à la tête du khanat de Djaghataï en 1242. Du fait de son jeune âge, c'est sa mère, l'impératrice douairière Ebuskun, qui prend les rênes du gouvernement.
À l'avènement de Güyük au quriltay de l'été 1246, il est déposé au profit de son oncle Yissu Mangu, le fils cadet de Djaghataï, un ami proche du nouveau grand khan. Cependant, Yissu Mangu est déposé à son tour en 1252 par le successeur de Güyük, Möngke, qui rétablit Kara Hülegü et lui confie la tâche d'exécuter Yissu Mangu. Il meurt la même année en rentrant dans son domaine, et c'est sa veuve Orghana qui assure la direction du khanat jusqu'en 1261.